# 列歐寧

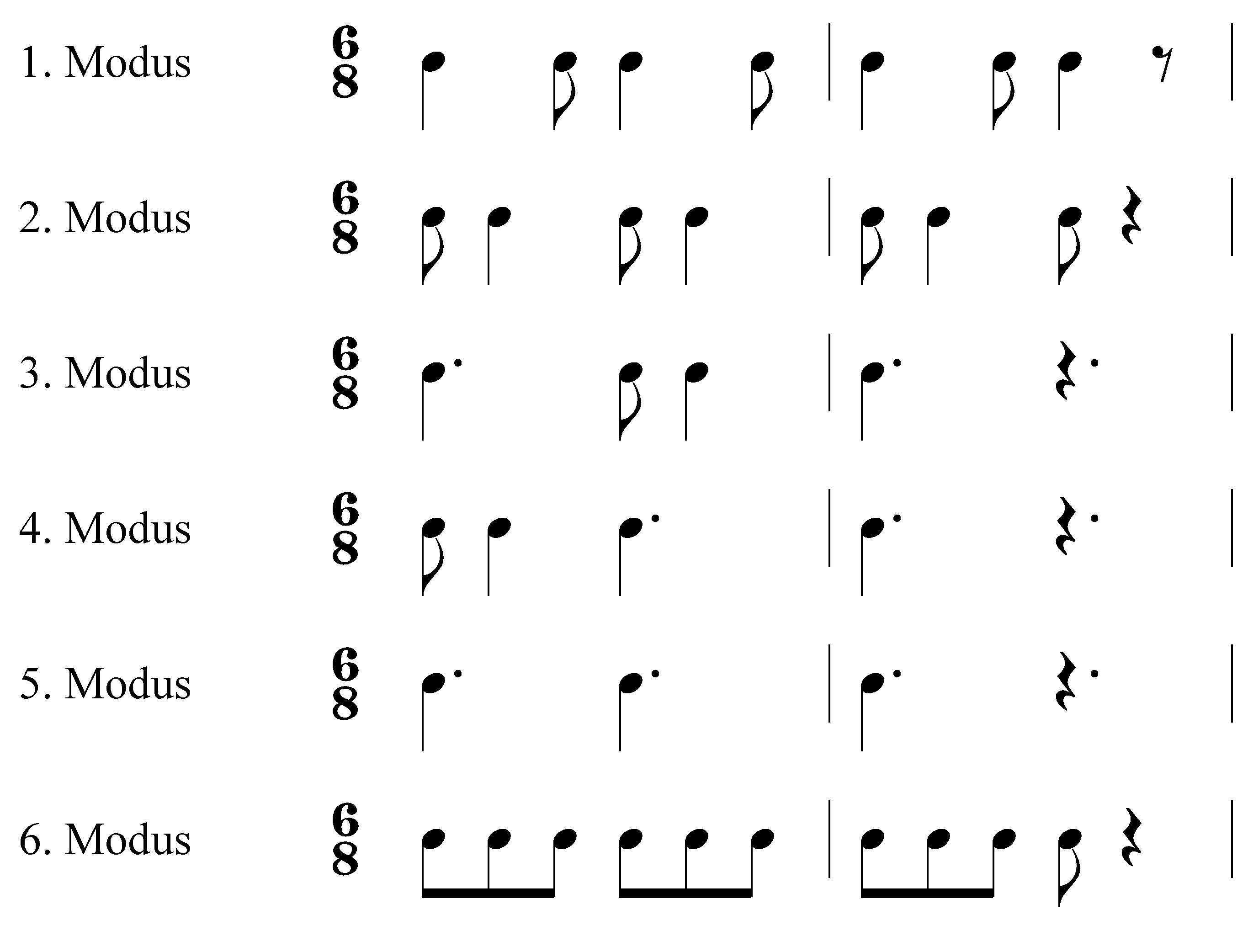
六種三分法的節奏型，三在宗教上隱喻完美。

列歐寧（法語：Léonin，或Leoninus, Leonius, Leo，活躍於 1150年代 - 卒於約 1201年）是中世紀巴黎聖母院樂派的作曲家，也是已知的第一位複音音樂作曲家。

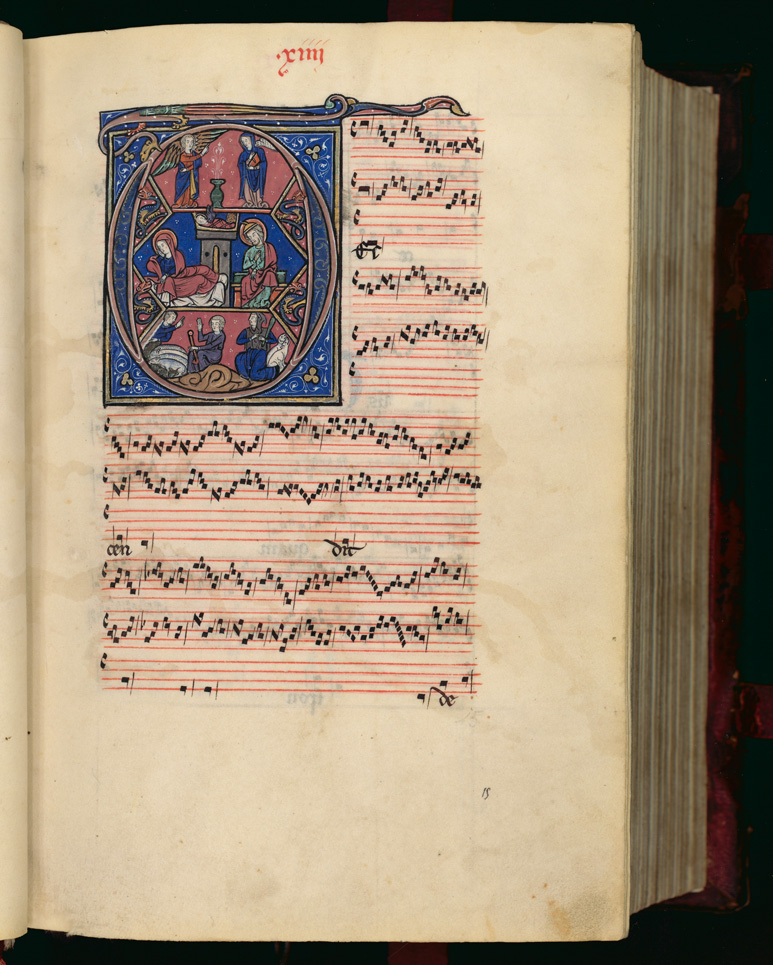
《奧干農大全》的泥金裝飾手抄本第一頁。

他的作品以奧干農為主。我們對他的了解都來自一位在巴黎聖母院學校学习的一位被稱為Anonymous IV的佚名英國學生的紀錄，他將列歐寧與佩罗坦稱為「最佳的奧干農作曲家」。根據他的紀錄，他們編有一本《奧干農大全》（Magnus Liber Organi）。列歐寧可能是第一个使用節奏型的作曲家，并且可能因此发明了一种有量记谱法，被稱為musica mensurabilis（可測量的音樂）。
音乐学家克雷格·赖特认为，列歐寧可能与同时代的巴黎诗人Leonine是同一人，萊昂尼诗節可能以他的名字命名。 

## 作品
他的作品被收錄在《奧干農大全》之中，其中的作品皆用於天主教禮拜儀式。他的奧干農以二聲部為主，其中低音部為節奏緩慢的長音素歌，而在上編寫一個第二聲部（duplum）。在一首奧干農中，通常會包含兩種不同風格的幾個段落，第一種是將低音部的素歌旋律拉長，並在第二聲部（高音聲部，即duplum）眾多音符對應，稱為純奧干農風格（organum purum）；第二種稱為第士坎特風格，在這種風格中低音部素歌會使用節奏型，與律動活潑的第二聲部較為接近，這樣的段落稱為克勞蘇拉（Clausula）樂段。
根据 Anonymous IV 的说法，列歐寧的作品被后来的作曲家佩羅坦改寫和扩展成三聲部以上。